# Niggaz4Life
Albums de N.W.A
100 Miles and Runnin'
(1990) Greatest Hits
(1996)
Singles
1. Appetite for Destruction
Sortie : 1991
2. Alwayz into Somethin'
Sortie : 1991

Niggaz4life (stylisé Efil4zaggin) est le deuxième et dernier album studio de N.W.A, sorti en 1991.
L'album, qui s'est classé 1er au Billboard 200 et 2e au Top R&B/Hip-Hop Albums, a été certifié disque d'or le 8 août 1991 par la RIAA.

## Liste des titres
| No  | Titre                             | Auteur                     | Interprète(s)           | Durée |
| --- | --------------------------------- | -------------------------- | ----------------------- | ----- |
| 1.  | Prelude                           | MC Ren                     | MC Ren                  | 2:27  |
| 2.  | Real Niggaz Don't Die             | MC Ren, The D.O.C.         | MC Ren, Dr. Dre, Eazy-E | 3:40  |
| 3.  | Niggaz 4 Life                     | MC Ren, The D.O.C.         | MC Ren, Dr. Dre, Eazy-E | 4:59  |
| 4.  | Protest (interlude)               |                            |                         | 0:53  |
| 5.  | Appetite for Destruction          | MC Ren, The D.O.C., Kokane | MC Ren, Dr. Dre, Eazy-E | 3:22  |
| 6.  | Don't Drink That Wine (interlude) |                            |                         | 1:07  |
| 7.  | Alwayz into Somethin'             | MC Ren, The D.O.C.         | MC Ren, Dr. Dre         | 4:29  |
| 8.  | Message to B.A. (interlude)       |                            |                         | 0:48  |
| 9.  | Real Niggaz                       | MC Ren                     | MC Ren, Dr. Dre, Eazy-E | 4:27  |
| 10. | To Kill a Hooker (interlude)      |                            |                         | 0:50  |
| 11. | One Less Bitch                    | MC Ren, The D.O.C.         | MC Ren, Dr. Dre         | 4:47  |
| 12. | Findum, Fuckum & Flee             | MC Ren                     | MC Ren, Dr. Dre, Eazy-E | 3:55  |
| 13. | Automobile                        | MC Ren, Eazy-E             | Eazy-E, Dr. Dre         | 3:15  |
| 14. | She Swallowed It                  | MC Ren                     | MC Ren                  | 4:13  |
| 15. | I'd Rather Fuck You               | MC Ren, Eazy-E             | Eazy-E                  | 3:57  |
| 16. | Approach to Danger                | MC Ren, The D.O.C          | MC Ren, Dr. Dre, Eazy-E | 2:45  |
| 17. | 1-900-2-Compton (interlude)       |                            |                         | 1:27  |
| 18. | The Dayz of Wayback               | MC Ren, The D.O.C.         | MC Ren, Dr. Dre         | 4:15  |

| 19. | 100 Miles and Runnin' | 4:32 |
| 20. | Just Don't Bite It    | 5:28 |
| 21. | Sa Prize (Part 2)     | 5:59 |
| 22. | Kamurshol             | 1:56 |

## Samples
| "Prelude" - "Hyperbolicsyllabicsesquedalymistic" d'Isaac Hayes "Real Niggaz Don't Die" - "UFO" d'ESG - "Different Strokes" de Syl Johnson - "Die Nigger!!!" de The Last Poets - "Rise Above" de Black Flag - "Long Red" de Mountain - "I Just Want to Celebrate" de Rare Earth - "Synthetic Substitution" de Melvin Bliss - "Hook and Sling" d'Eddie Bo - "Big Beat" de Billy Squier - "Triple Threat" de Z-3 MC's "Niggaz 4 Life" - "Die Nigger!!!" de The Last Poets - "Sir Nose d'Voidoffunk (Pay Attention - B3M)" de Parliament - "N.T." de Kool and the Gang - "(Don't Worry) If There's a Hell Below, We're All Going to Go" de Curtis Mayfield - "Niggers Are Scared of a Revolution" de The Last Poets - "Cissy Strut" de The Meters - "Fool Yourself" de Little Feat "Appetite for Destruction" - "Think (About It)" de Lyn Collins - "Funky Stuff" de Kool and the Gang - "Get Me Back on Time, Engine No. 9" de Wilson Pickett - "Niggers vs. the Police" de Richard Pryor "Don't Drink That Wine" - "I've Been Watching You (Move Your Sexy Body)" de Parliament - "If It Ain't Ruff" de N.W.A "Alwayz into Somethin'" - "Stoned to the Bone" de James Brown - "Storm King" de Bob James - "Sneakin' in the Back" de Tom Scott - "Remember" de Jimi Hendrix - "Synthetic Substitution" de Melvin Bliss - "Just Wanna Make A Dream Come True" de Mass Production "Message to B.A." - "Prelude" de N.W.A | "Real Niggaz" - "Give it Up" by Kool and the Gang - "Got to Be Real" de Cheryl Lynn - "Gashman" de The Last Poets - "The Lovomaniacs" de Boobie Knight & the Universal Lady "To Kill a Hooker" - "Can't Stay Away" de Bootsy Collins "One Less Bitch" - "Zimba Ku" de Black Heat - "Funkin' 4 Jamaica" de Tom Browne - "I'm Gonna Love You Just a Little More, Babe" de Barry White "Findum, Fuckum & Flee" - "Rapper's Delight" de Sugarhill Gang - "The Breakdown, Pt. 1" de Rufus Thomas "Automobile" - "My Automobile" de Parliament "She Swallowed It" - "Cardova" de The Meters - "I'm Gonna Love You Just a Little More, Babe" de Barry White - "That Girl is a Slut" by Just-Ice - "Slack Jawed Leroy" de Leroy & Skillet feat. LaWanda Page "I'd Rather Fuck You" - "I'd Rather Be with You" de Bootsy Collins "Approach to Danger" - "A.J. Scratch" de Kurtis Blow - "Get up & Get Down" de The Dramatics - "Get Me Back on Time, Engine No. 9" de Wilson Pickett - "God Made Me Funk" de The Headhunters - "Scorpio" de Lalo Schifrin - "This Is It" de Jimmy Spicer "1-900-2-Compton" - "P. Funk (Wants to Get Funked Up)" de Parliament "The Dayz of Wayback" - "Troglodyte" by Jimmy Castor Bunch - "Impeach the President" by The Honey Drippers - "Players Balling (Players Doin' Their Own Thing)" by Ohio Players - "On the Ill Tip" de LL Cool J - "Surprises" de The Last Poets |

## Classements

### Album
| Classement (1991)                | Meilleure position |
| -------------------------------- | ------------------ |
| Billboard 200                    | 1                  |
| Billboard Top R&B/Hip-Hop Albums | 2                  |

### Singles
| Année | Titre                    | Positions      | Positions      |
| Année | Titre                    | US R&B Singles | US Rap Singles |
| ----- | ------------------------ | -------------- | -------------- |
| 1991  | Appetite for Destruction | 45             | 2              |
| 1991  | Alwayz into Somethin’    | 37             | 1              |